# Šime Gržan
Šime Gržan (Zára, 1994. április 6. –) horvát korosztályos válogatott labdarúgó, az NK Osijek játékosa.

## Pályafutása

### Klubcsapatokban
Gržan szülővárosa csapatában az NK Zadarban járta végig az utánpótlás csapatokat. A felnőtt csapatban 2011. május 14-én, egy hónappal a 17. születésnapja után mutatkozott be a Dinamo Zágráb ellen 0-0-ra végződő mérkőzés 82. percében. 2013 márciusában az egyetlen gólját a későbbi klubja, a Lokomotiva Zágráb ellen szerezte.
A 2013-2014-es téli átigazolási szezonban szerződött a Lokomotivához, majd két évvel később az Istra 1961 csapatához.
Közel két szezon után Gržan elhagyta az Istra csapatát, és a bosnyák ligában játszó Zrinjski Mostarhoz igazolt, ahol a 2017-2018-as szezonban bajnoki címet ünnepelhetett a csapatával. 2019. február 1-én hagyta el a klubot.
Ugyanezen a napon alá is írt új csapatához, a szintén bosnyák első osztályú GOŠK Gabela csapatához. 2019. február 23-án mutatkozott be, egy idegenbeli 1-0-ás vereség alkalmával a Mladost Doboj Kakanj csapata ellen. Az első gólját a Radnik Bijeljina ellen elvesztett hazai 1-2-es mérkőzés alkalmával. A szezon végén kiesett csapatával, ahol nem kívánt maradni.
2019 nyarán ismét aláírt az Istrához, ahol 64 meccsen 11 gólig jutott két szezon alatt, majd 2021 nyarán az Eszék csapatához igazolt.
A kevés játéklehetőség miatt a 2021-2022-es téli átigazolási szezonban a Zalaegerszeg csapatához került kölcsönben.

### A válogatottban
Gržan Horvátország több utánpótlás válogatottjában is szerepelt, az U18-as válogatottban 6, az U19-ben 9 meccsen jutott szóhoz, míg az U21-es válogatottba is kapott meghívót, de nem lépett pályára.